# Tadeusz Roman Tomaszewski

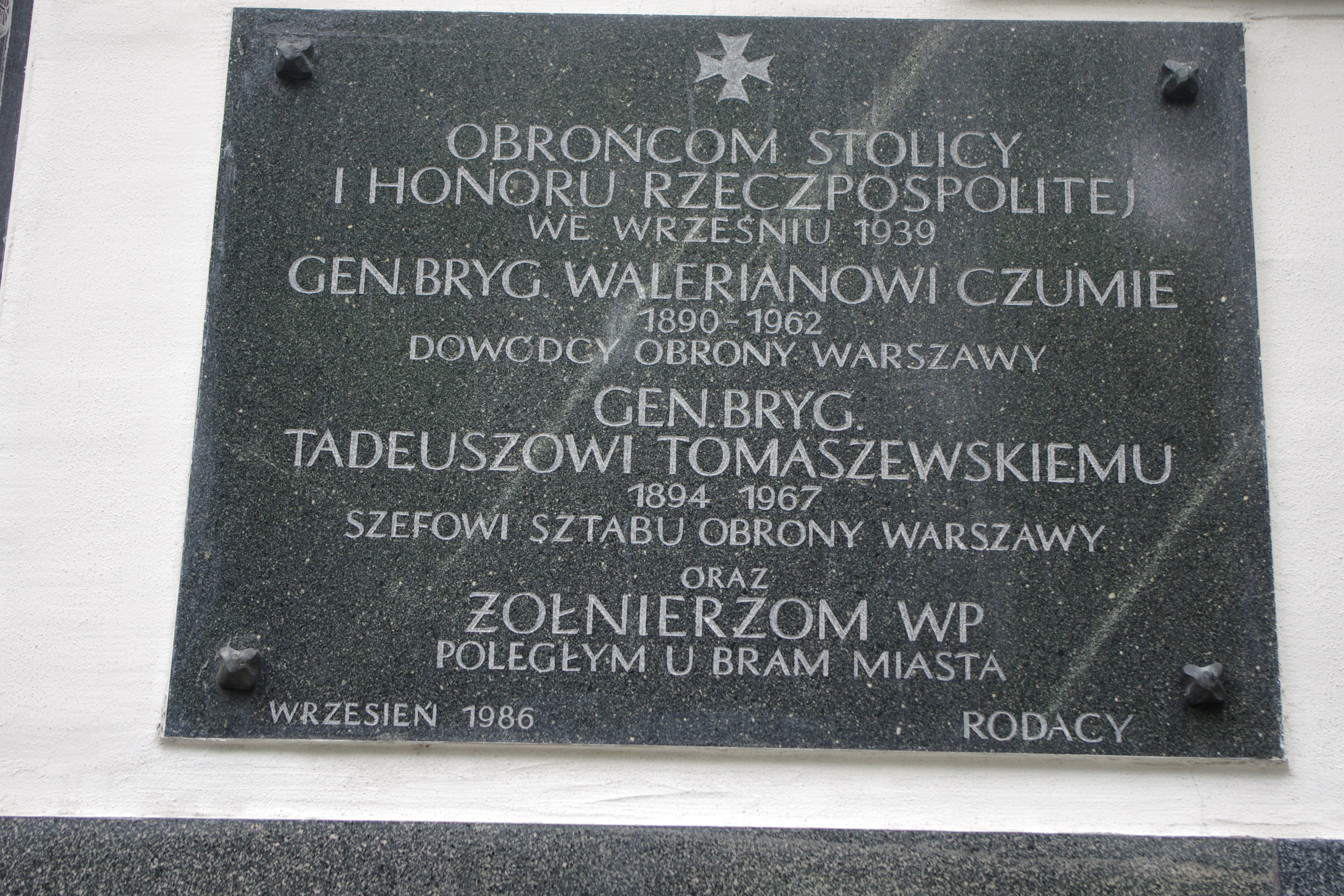
Tablica upamiętniająca generałów: Waleriana Czumę i Tadeusza Tomaszewskiego na kościele św. Karola Boromeusza na warszawskich Powązkach

Tadeusz Roman Tomaszewski (ur. 10 grudnia 1894 w Jabłonowie, zm. 3 grudnia 1967 w Mabledon pod Londynem) – pułkownik dyplomowany artylerii Wojska Polskiego, działacz niepodległościowy, kawaler Orderu Virtuti Militari, w 1966 roku mianowany przez Prezydenta RP na uchodźstwie generałem brygady.

## Życiorys
Urodził się 10 grudnia 1894 w Jabłonowie, w ówczesnym powiecie husiatyńskim Królestwa Galicji i Lodomerii, w rodzinie Cyryla i Józefy z domu Bieniasz. W sierpniu 1914 po ukończeniu C. K Gimnazjum w Trembowli wstąpił do I Brygady Legionów Polskich. Służył w 1 pułku piechoty, a następnie 1 pułku artylerii. W kwietniu 1917 w Górze Kalwarii rozpoczął naukę w Szkole Podchorążych Artylerii. Komendantem szkoły był kapitan Franciszek Kleeberg, a taktykę ogólną wykładał kpt. Wacław Stachiewicz. Po kryzysie przysięgowym został wcielony do Armii Austro-Węgier. Od 1 sierpnia do 31 października 1918 uczył się w Szkole Oficerów w Ołomuńcu.
2 listopada 1918 wstąpił do Wojska Polskiego. Dowodził plutonem artylerii w obronie Lwowa. W styczniu 1919 powrócił do macierzystego pułku, w którym pełnił funkcję oficera 4 baterii, a następnie dowodził 8 baterią. 1 listopada 1919 rozpoczął służbę w Szkole Podchorążych Artylerii w Poznaniu-Sołaczu na stanowisku dowódcy baterii. Komendantem szkoły został dotychczasowy dowódca 1 pułku artylerii polowej Legionów, major Edmund Knoll-Kownacki. W styczniu 1921 został przeniesiony do 14 pułku artylerii polowej wielkopolskiej i wyznaczony na stanowisko dowódcy 1 baterii. 3 maja 1922 został zweryfikowany w stopniu kapitana ze starszeństwem z dniem 1 czerwca 1919 i 250. lokatą w korpusie oficerów artylerii. W czerwcu 1922 objął komendę nad pułkową szkołą bombardierów. 
13 października 1923 został przydzielony do Wyższej Szkoły Wojennej w Warszawie, w charakterze słuchacza V Kursu. 1 grudnia 1924 roku został mianowany majorem ze starszeństwem z dniem 15 sierpnia 1924 roku i 95. lokatą w korpusie oficerów artylerii. 1 października 1925, po ukończeniu kursu i otrzymaniu dyplomu naukowego oficera Sztabu Generalnego, został przydzielony Wyższej Szkoły Wojennej w charakterze asystenta. 1 listopada 1928 został wyznaczony na stanowisko wykładowcy. W szkole wykładał taktykę ogólną oraz kierował II rocznikiem słuchaczy. W styczniu 1930 został dowódcą dywizjonu w 21 pułku artylerii polowej w Bielsku. 2 grudnia 1930 roku został mianowany podpułkownikiem ze starszeństwem z dniem 1 stycznia 1931 roku i 29. lokatą w korpusie oficerów artylerii. W tym samym miesiącu został przesunięty na stanowisko zastępcy dowódcy pułku. W październiku 1932 został przeniesiony do Dowództwa Okręgu Korpusu Nr V w Krakowie na stanowisko szefa sztabu. W lutym 1936 powierzono mu dowództwo 6 pułku artylerii ciężkiej we Lwowie. Tam nawiązał kontakty towarzyskie z ówczesnym dowódcą 5 Dywizji Piechoty, gen. bryg. Walerianem Czumą. W grudniu 1937 powierzono mu funkcję naczelnego komendanta Legii Akademickiej. Na stopień pułkownika został mianowany ze starszeństwem z dniem 19 marca 1938 roku i 18. lokatą w korpusie oficerów artylerii. Od wiosny 1939 roku wykonywał jednocześnie obowiązki delegata Ministra Spraw Wojskowych przy Ministrze Wyznań Religijnych i Oświecenia Publicznego.
Jednocześnie od maja 1939 był delegatem ministra spraw wojskowych, generała dywizji Tadeusza Kasprzyckiego przy ministrze wyznań religijnych i oświecenia publicznego. 2 września 1939 zdemobilizował Legię Akademicką. 3 września został wezwany do generała brygady Kazimierza Sawickiego, dyrektora Państwowego Urzędu Wychowania Fizycznego i Przysposobienia Wojskowego i dowódcy Jednostek Obrony Narodowej, który polecił mu udać się na Pomorze i zorganizować ewakuację 150 tysięcy rezerwistów. Odmówił wykonania tego polecenia, uznając je za niewykonalne, a następnie udał się do gen. Kasprzyckiego. W gabinecie ministra zamiast spodziewanego raportu karnego został mianowany szefem sztabu gen. Czumy, któremu powierzono zadanie obrony Warszawy. Na tym stanowisku pozostawał do dnia 29 września. Był najbliższym współpracownikiem gen. Czumy. Za swoją działalność odznaczony przez gen. dyw. Juliusza Rómmla Krzyżem Srebrnym Orderu Virtuti Militari. 
Po kapitulacji stolicy trafił do niewoli niemieckiej. Do kwietnia 1945 przebywał w oflagach: IV A w Hohnstein i VII A w Murnau. Po wyzwoleniu został przyjęty do PSZ oraz mianowany komendantem obozów byłych jeńców polskich w Bawarii i delegatem dowódcy II Korpusu Polskiego w Niemczech. Od listopada 1946 do grudnia 1948 pełnił służbę w Sztabie Głównym WP i Inspektoracie Generalnym Polskiego Korpusu Przysposobienia i Rozmieszczenia.
Po demobilizacji osiedlił się w Londynie. Działał w środowisku kombatanckim na emigracji. W 1961 opublikował wspomnienia zatytułowane: Byłem szefem Sztabu Obrony Warszawy w 1939 roku. Prezydent RP August Zaleski mianował go generałem brygady starszeństwem z 11 listopada 1966 roku w korpusie generałów. Zmarł 3 grudnia 1967 w Mabledon pod Londynem. Został pochowany na Cmentarzu North Sheen w Londynie (według innego źródła Mortlake).

## Ordery i odznaczenia
- Krzyż Srebrny Orderu Wojennego Virtuti Militari[13] nr 12251[14]
- Krzyż Niepodległości – 6 czerwca 1931 „za pracę w dziele odzyskania niepodległości”[15][16]
- Krzyż Kawalerski Orderu Odrodzenia Polski – 11 listopada 1934 „za zasługi w służbie wojskowej”[17][18]
- Krzyż Walecznych czterokrotnie[13]
- Złoty Krzyż Zasługi – 18 marca 1932 „za zasługi na polu wyszkolenia wojska”[19][20]
- Medal Pamiątkowy za Wojnę 1918–1921 – 1928[21]
- Medal Dziesięciolecia Odzyskanej Niepodległości – 1928[21]